# Thomas Ihre

Thomas Ihre

Thomas Ihre (* 3. September 1659 in Visby; † 11. März 1720 in Linköping) war ein schwedischer Theologe. Er war 1698 und 1709/10 Rektor der Universität Lund.

## Berufsleben
Thomas Ihre studierte ab 1677 Theologie an der Universität Kopenhagen und ab 1680 an der Universität Uppsala. 1685 legte er sein Magisterexamen ab. Nach mehreren Jahren im Ausland wurde er 1692 zum außerordentlichen Professor für Theologie an der Universität Uppsala ernannt. Bereits ein Jahr später wechselte er an die Universität Lund. Dort amtierte er 1698 und 1709–1710 als Rektor. Ab 1717 bekleidete er das Amt des Dompropstes von Linköping.
Besonders bekannt wurde seine Grammatik zur lateinischen Sprache, In nuce Roma. Sie erschien 1680 in Rostock im Druck und erfuhr im ganzen 18. Jahrhundert zahlreiche Neuauflagen.

## Privatleben
Thomas Ihre war zweimal verheiratet. Die erste Ehe ging er mit Brita Steuchia (1679–1710) ein, der Tochter des damaligen Bischofs von Lund und späteren Erzbischofs von Schweden, Mattias Steuchius (1644–1730). Thomas Ihre war der Vater des schwedischen Linguisten Johan Ihre (1707–1780). Thomas Ihres zweite Frau (geborene Bille) starb 1746.